# Апостольский нунций в Египте
Апостольский нунций в Арабской Республике Египет — дипломатический представитель Святого Престола в Египте. Данный дипломатический пост занимает церковно-дипломатический представитель Ватикана в ранге посла. Апостольская нунциатура в Египте была учреждена на постоянной основе 23 августа 1947 года, в ранге апостольской интернунциатуры. Её резиденция находится в Каире.
В настоящее время Апостольским нунцием в Египте является архиепископ Николя Тевенен, назначенный Папой Франциском 4 ноября 2019 года.

## История
Католическая церковь в Египте состоит из общин Римско-католической и Восточных католических церквей, которые представлены верующими Коптской католической церкви, Сирийской католической церкви, Армянской католической церкви, Маронитской католической церкви, Мелькитской католической церкви и Халдейской Католической церкви. Общая численность католиков в Египте составляет около 200—300 тысяч.
Апостольская делегатура в Египте существовал в стране с XIX века.
Апостольская интернунциатура в Египте была учреждена 23 августа 1947 года, бреве «Pro supremi» папы римского Пия XII. В 1966 году была создана апостольская нунциатура в Объединённой Арабской Республике, а в 1971 году стала апостольской нунциатурой в Египте.

## Апостольские нунции в Египте

### Апостольские делегаты
- Жан-Батист Овернь — (март 1833 — 14 сентября 1836, до смерти);
- Перпетуо Гуаско, O.F.M. — (7 июня 1839 — 26 августа 1859, до смерти);
- Паскаль Вуйчич, O.F.M. — (28 сентября 1860 — 6 августа 1866 — назначен епископом Боснии и Сирмии)
- Луиджи Чурча, O.F.M. — (27 июля 1866 — 13 июля 1881, до смерти);
- Аурельо Брианте, O.F.M. — (23 июля 1904—1921, в отставке);
- Андреа Кассуло — (25 января 1921 — 7 мая 1927 — назначен апостольским делегатом в Канаде);
- Валерио Валери — (18 октября 1927 — 1 июля 1933 — назначен апостольским нунцием в Румынии);
- Густаво Теста — (4 июня 1934—1945, в отставке).

### Апостольские интернунции
- Артур Хьюз, M. Afr. — (23 августа 1947 — 12 июля 1949, до смерти);
- Альбер Лёвами — (3 октября 1949 — 16 июня 1954 — назначен апостольским нунцием в Ирландии);
- Жорж-Мари-Жозеф-Юбер-Гилан де Жонг д’Ардуа M.E.P. — (3 мая 1955 — 23 ноября 1956, в отставке);
- Сильвио Анджело Пио Одди — (11 января 1957 — 17 мая 1962 — назначен апостольским нунцием в Бельгии и Люксембурге);
- Марио Брини — (13 июня 1962 — 2 октября 1965 — назначен асессором Конгрегации по делам Восточных Церквей);

### Апостольские нунции
- Лино Дзанини — (4 января 1966 — 7 мая 1969 — назначен апостольским нунцием в Аргентине);
- Бруно Бернард Хайм — (7 мая 1969 — 16 июля 1973 — назначен апостольским нунцием в Великобритании);
- Ашиль Мари Жозеф Глорьё — (3 августа 1973—1984, в отставке);
- Джованни Моретти — (10 июля 1984 — 15 июля 1989 — назначен апостольским нунцием в Бельгии, Люксембурге и при Европейском сообществе);
- Антонио Маньони — (22 июля 1989 — 18 марта 1995, в отставке);
- Паоло Джильо — (25 марта 1995 — 5 февраля 2002, в отставке);
- Марко Дино Броджи, O.F.M. — (5 февраля 2002 — 27 января 2006 — назначен советником Государственного секретариата Ватикана);
- Майкл Фицджеральд, M. Afr. — (15 февраля 2006 — 23 октября 2012, в отставке);
- Жан-Поль-Эме Гобель — (5 января 2013 — 3 января 2015, в отставке);
- Бруно Музаро — (5 февраля 2015 — 29 августа 2019 — назначен апостольским нунцием в Коста-Рике);
- Николя Тевенен — (4 ноября 2019 — по настоящее время).